# Siegel Benins
Das Staatssiegel (französisch Sceau de l’Etat) des westafrikanischen Staates Benin wurde am 10. Dezember 1990 eingeführt. 

## Beschreibung
Das Siegel besteht aus einem Kreis mit einem  Durchmesser von 120 mm.
Die Vorderseite zeigt eine Piroge, auf deren Seitenwand sechs fünfstrahlige Sterne abgebildet sind und die auf Wellen segelt. Über dem Schiff ist ein gespannter Bogen zu sehen, der von zwei königlichen Zeptern (Récade oder Makpo) gehalten wird.
In einem äußeren Ring steht oben auf Französisch:
„Republique du Benin“
(„Republik Benin“)
Unterhalb des Schiffes ist ein Banner mit dem Landesmotto in französischer Sprache platziert:
„Fraternité – Justice – Travail“
(„Brüderlichkeit – Gerechtigkeit – Arbeit“)
Darüber hinaus wird in der Verfassung der Republik Benin auch eine Rückseite beschrieben, auf der ein Schild dargestellt ist. Dieser ist zunächst in Grün, dann in Gold und Rot geschnitten – den drei Farben der Flagge Benins. Der Schild ist von zwei natürlichen Palmen umgeben, deren Stämme in einer Schlinge zusammengefasst sind.